# August von Pelzeln
August von Pelzeln (Praag, 10 mei 1825 – Wenen, 2 september 1891) was een Oostenrijkse ornitholoog. Hij was deelnemer aan de Novara-expeditie, een wetenschappelijke expeditie in de jaren 1857 tot 1859 waarbij hij tal van nieuwe vogelsoorten verzamelde en later beschreef.

## Biografie
Von Pelzeln studeerde in Wenen rechtswetenschappen en werd daarna ambtenaar in Wenen. In 1851 kreeg hij een baan als assistent van Karl Moritz Diesing, de expert op het gebied van wormen ("Helmintholoog") bij het Naturaliënkabinet van het Weense Hof. In 1857 volgde hij Johann Jakob Heckel op als conservator en bleef tot 1888 als zodanig in functie.

## Werk
Von Pelzeln reisde als wetenschapper mee met de Novara-expeditie met onder anderen: Ferdinand von Hochstetter en Franz Steindachner op last van aartshertog Ferdinand Maximiliaan van Oostenrijk (later van Mexico). Het fregat Novara  maakte een reis om de wereld die begon in Triëst en via Brazilië, Kaap de Goede Hoop, Amsterdam eiland, Saint-Paul leidde naar Brits-Indië, Nederlands-Indië, de Filipijnen, Australië, Nieuw-Zeeland, Tahiti, Chili, Kaap Hoorn en vervolgens weer terug naar Europa. Von Pelzeln droeg bij aan het reisverslag. Daarna publiceerde hij boeken over de vogels van Brazilië en van Zuid-Afrika waarin hij tal van nieuwe soorten beschreef.
Anno 2024 staan er 83 vogelsoorten op de IOC World Bird List die door Von Pelzeln zijn beschreven waaronder de witvleugelnachtzwaluw (Eleothreptus candicans), Pelzelns miersluiper (Myrmotherula assimilis), roetkruinstekelstaart (Synallaxis frontalis) en Turkse boomklever (Sitta krueperi).
Otto Finsch vernoemde als eerbetoon aan Von Pelzeln de bijna uitgestorven ponape-purperspreeuw (Aplonis pelzelni). Anderen  hebben soorten als eerbetoon vernoemd zoals de vogelsoorten: Pelzelns dodaars (Tachybaptus pelzelnii), roze granaatzanger (Granatellus pelzelni) en dunbekwever (Ploceus pelzelni), daarnaast ook ongewervelde dieren zoals spinnen.

## Publicaties
- Vögel. Aus der Kaiserlich-Königlichen Hof- und Staatsdruckerei, Wien 1865 DOI:10.5962/bhl.title.14204
- Zur Ornithologie Brasiliens. A. Pichler's Witwe & Sohn, Wien 1871 DOI:10.5962/bhl.title.3654
- Beiträge zur Ornithologie Südafrikas. A. Hölder, Wien 1882 DOI:10.5962/bhl.title.66074
- Brasilische Säugethiere. A. Hölder, Wien 1883 DOI:10.5962/bhl.title.8930
- Eine Studie über die Abstammung der Hunderassen In: Zoologische Jahrbücher : Abteilung für Systematik, Ökologie und Geographie der Tiere, 1, S. 225-240, 1886 PDF, Online
- Monographie der Pipridae oder Manakin-Vögel. Budapest 1887, DOI:10.5962/bhl.title.49770

- Bibliothèque nationale de France: cb105088992 (data)
- Gemeinsame Normdatei: 116076577
- International Standard Name Identifier: 0000 0001 0880 7851
- Library of Congress Control Number: no99028188
- Nationale Bibliotheek van Tsjechië: jo20191058948
- Nationale Bibliotheek van Polen: a0000002968641
- Nederlandse Thesaurus van Auteursnamen: 131406604
- RKD-Nederlands Instituut voor Kunstgeschiedenis: 484961
- SNAC: w6xw77q4
- Système universitaire de documentation: 18572681X
- Virtual International Authority File: 25344284
- WorldCat: E39PBJgmJFFrCW8JXV8J7rpwYP